# Fluorid thoritý
Fluorid thoritý je anorganická sloučenina s chemickým vzorcem ThF3.

## Příprava
Fluorid thoritý lze připravit redukcí fluoridu thoričitého kovovým thoriem:
Th + 3 ThF4 → 4 ThF3